# Piergiorgio Debernardi
Piergiorgio Debernardi (* 31. März 1940 in Feletto, Provinz Turin, Italien) ist emeritierter Bischof von Pinerolo.

## Leben
Piergiorgio Debernardi empfing am 27. Juni 1965 das Sakrament der Priesterweihe.
Am 7. Juli 1998 ernannte ihn Papst Johannes Paul II. zum Bischof von Pinerolo. Der Bischof von Ivrea, Luigi Bettazzi, spendete ihm am 20. September desselben Jahres die Bischofsweihe; Mitkonsekratoren waren der Bischof von Alessandria, Fernando Charrier, und der emeritierte Bischof von Pinerolo, Pietro Giachetti. Die Amtseinführung erfolgte am 8. November 1998.
Am 7. Juli 2017 nahm Papst Franziskus das von Piergiorgio Debernardi aus Altersgründen vorgebrachte Rücktrittsgesuch an.